# Potentilla bungei
Potentilla bungei är en rosväxtart som beskrevs av Pierre Edmond Boissier. Potentilla bungei ingår i Fingerörtssläktet som ingår i familjen rosväxter.

## Underarter
Arten delas in i följande underarter:
- P. b. leucopsis
- P. b. anatolica
- P. b. hartmanniana
- P. b. bungei